# Distretto di Békés
Il distretto di Békés (in ungherese Békési járás) è un distretto dell'Ungheria, situato nella provincia di Békés.